# Vanessula latifasciata
Vanessula latifasciata är en fjärilsart som beskrevs av James John Joicey och Talbot 1928. Vanessula latifasciata ingår i släktet Vanessula och familjen praktfjärilar. Inga underarter finns listade i Catalogue of Life.